# A kereszténység kritikája
A kereszténység kritikája mindig is jelen volt e vallás története során, mint magának a tanításának, a szent írásának, az egyháznak vagy a híveinek a kritikája. A kritika típusai közé tartozik a teológia vagy a keresztény nézetek kritikája, a Biblia tartalmának és tévedhetetlenségének kritikája, az egyedül üdvözítő, abszolút vallás tanának, a vallási fanatizmus vagy épp az egyházi gyakorlatok kritikája.
A kritikusok megkérdőjelezték a hiedelmeit, valamint a keresztények cselekedeteit, a keresztes hadjáratoktól, a másként gondolkodók elnyomásán és üldözésén át (→ eretnekség) az erőszakos térítésekig.
A keresztények formális válaszát a kritikákra apologetikának nevezik. Az olyan filozófusok, mint Hippói Ágoston vagy Aquinói Tamás, a kereszténység kiemelkedő védelmezői voltak.

## Történet
Az ókorban az újplatonikus filozófus, Porphyrius a keresztények ellen című könyvével az egyik fő kritikussá vált. Ő azzal érvelt, hogy a kereszténység hamis próféciákon alapul.
Kelszosz platonista filozófus híres művében, az Igaz Szóban (Λόγος Ἀληθής, Logos Alēthēs) a különböző zsidó-keresztény mítoszokat racionális kritikának vetette alá, kijelentve, hogy egyesek, mint az árvíz mítosza, más hagyományokból származnak.
Bírálta az istenség antropomorf felfogását, továbbá korának keresztény közösségeit, amiért ellenezték az oktatást, és a racionális vizsgálat helyett a vak hitet támogatták.
Iulianus császár, akit a keresztények aposztatának neveztek („Hitehagyott Julianosz”), az evangéliumok ellentmondásai alapján arra a következtetésre jutott, hogy a kereszténység emberi találmány, Jézus kereszthalála méltatlan egy istenhez és feltámadásának leírásai ellentmondanak egymásnak. Képmutatónak tartotta a vallást, ahol a különböző irányzatok ellenségesen viszonyulnak egymáshoz és megpróbálják a kisebbségi véleményt elnyomni.
A kereszténység felvételét követően és az államvallássá válásával az állami és az egyházi hatóságok a kritikus hangokat kíméletlenül elnyomták. Azonban más ábrahámi vallások, például a judaizmus és az iszlám részéről továbbra is bírálatok érték, például Maimonidész részéről.
A középkorban a teológián és a vallásos filozófián belül kialakult a nominalizmus, amely bizonyos válfajaiban szinte már az ateizmus és materializmus korabeli megjelenési formáinak tekinthető. A misztika, amelynek képviselői azt hirdették, hogy az egyháztól függetlenül, a misztikus élményen keresztül is lehetséges kapcsolatot teremteni az istenséggel, szintén kritikai áramlatnak fogható fel.
Az újkor hajnalán a protestáns reformáció az európai kereszténység megosztottságához vezetett, és újraélesztette az egyházzal kapcsolatos kritikus hangokat.
Rotterdami Erasmus Krisztus szavai kiforgatásának "teológiai művészetét" kritizálta.
A felvilágosodás korában a kereszténységet olyan nagy gondolkodók és filozófusok bírálták, mint Voltaire, David Hume, Thomas Paine és d'Holbach báró. 
Más gondolkodók, mint például Immanuel Kant, szisztematikus és átfogó kritikákat fogalmaztak meg a keresztény teológiával szemben azáltal, hogy megpróbálták megcáfolni a teizmus melletti érveket.
A modern időkben a kereszténységet számos mozgalom és ideológia bírálta. A 18. század végén, a francia forradalom során sok politikus és filozófus bírálta a hagyományos keresztény tanokat, ami a szekularizmus hullámát váltotta ki. Ezután templomok százait zárták be, és papok ezreit deportálták vagy gyilkolták meg.
A francia forradalmat követően a liberalizmus és a kommunizmus kiemelkedő filozófusai, mint például John Stuart Mill és Karl Marx, bírálták a keresztény doktrínát azon az alapon, hogy az konzervatív és antidemokratikus. Friedrich Nietzsche azt írta, hogy „a kereszténység semmit sem hagyott érintetlenül a romlottságából; minden értéket értéktelenné, minden igazságot hazugsággá, és minden feddhetetlenséget a lélek aljasságává változtatott.”
A 18-19. század óta a Biblia különböző történeteit (például a hat napos teremtést, a nőnek a férfi bordájából való megteremtését, a világméretű özönvizet) egyre inkább legendának, nem pedig szó szerint igaznak kezdték tekinteni. Ez a bibliai történetek valódiságának további megkérdőjelezését hozta.
Az orosz forradalom, a kínai forradalom és számos más modern polgári mozgalom is a keresztény eszmék kritikájához vezetett. A kortárs LMBT mozgalmak a homofóbia és a transzfóbia miatt bírálják.

## A Biblia

### Írói
A 18. században megkérdőjelezték a bibliai könyvek hagyományos szerzőkhöz való hozzárendelését. Napjainkban egyes tudósok úgy vélik, hogy sok könyvet hosszabb időn át szerkesztettek és megváltoztattak, és korunkban már szinte lehetetlen megismerni az eredeti tartalmukat.  A bibliakritika a klasszikus keresztény Bibliára összpontosít, és a "kereszténység kritikájának" egyik alterülete.
A Bibliát különböző szerzők írták évszázadon keresztül, a hagyományos nézettel szemben gyakran egy későbbi korban. 
A zsidó-keresztény hagyomány alapján a Tórát, azaz az Ószövetség első öt könyvét Isten diktálta Mózesnek. Ezzel szemben a mai bibliatudósok szinte egyhangúlag egyetértenek abban, hogy a Tóra sok szerző munkája volt, amelyet több évszázadon át írtak.
Józsué könyvét a hagyomány alapján a honfoglalás idején Józsué írta. Ezzel szemben a mai bibliatudósok alapján a könyvet jóval később írták.
Dánielt a hagyomány szerint, a történet elbeszélése alapján Dániel próféta írta; a mai tudósok túlnyomó többsége alapján jóval később keletkezett, a Kr e. 2. században.
A modern kori kutatások alapján az Ószövetség legtöbb könyvét, az összes evangéliumot és több újszövetségi "apostoli" levelet is ismeretlen szerzők írták. A szentírási könyvek közül számtalanról derült ki, hogy nem az a szerző és nem abban a korban keletkezett, mint ahogy a hagyomány tartotta róla. Sok Pálnak tulajdonított és a neve alatt megjelent levélről is kiderült, hogy pszeudoepigráf (hamisítvány), más valaki írta, egy kicsit későbbi korban. A hamis forrásmegjelölésű (pszeudoepigráf) levelek közé tartozik Péter első és második, továbbá Júdás levele is.

### A Biblia tévedhetetlensége
Akik hisznek a Szentírás isteni sugalmazásában, azt tanítják, hogy a Biblia tévedhetetlen. Ez a tévedhetetlenség nem a pontosságot jelzi, de nézetük szerint a Szentírást Isten ihlette, a Bibliának teljesen igaznak kell lennie, ezért mentes az igazságok tévedésétől. Gyakran hivatkoznak a 2Timóteus 3:16-ra annak bizonyítékaként, hogy a Szentírás tévedhetetlen, "a teljes szentírást Isten sugalmazása adta", és ezt úgy értelmezik, hogy az egész Bibliának tévedhetetlennek kell lennie.
A Biblia időnként olyan állításokat fogalmaz meg, amelyek a felületesebb történelmi vizsgálatot sem állják ki. 
Tévedhetetlenségét még sok keresztény is bírálja. A liberális keresztények elutasítják a Biblia tévedhetetlenségének tanát, nézetük szerint a tévedhetetlenség csak az üdvösséggel kapcsolatos dolgokra korlátozódik.
Bart D. Ehrman A Jézus félreidézése (Misquoting Jesus) című művében elmeséli, hogy fiatalkori lelkesedésében biztos volt abban, hogy Isten ihlette a Biblia szövegét, és megóvta annak szövegét minden tévedéstől, később azonban a Princetoni Egyetem teológiai karán (PTSem) végzett tanulmányai során meggyőződött arról, hogy a bibliai kéziratokban olyan ellentmondások és eltérések vannak, amelyeket nem lehet harmonizálni vagy összeegyeztetni.
Hugh Montefiore anglikán püspök a Hiteles kereszténység (Credible Christianity) című könyvének bevezetőjében megjegyzi: A bibliai tévedhetetlenség tana két okból is valószínűtlennek tűnik. Először is, a Szentírás tartalmaz nyilvánvaló hibákat és ellentmondásokat. (Bár nagy találékonyságot alkalmaztak ezek magyarázatára.). Másodszor, az ószövetségi kánont csak az apostoli kor végén zárták le, az újszövetségi kánont pedig csak a 4. században. Ha a Biblia egész tartalma tévedhetetlen lenne, az ember azt gondolná, hogy ez sokkal rövidebb időn belül megtörténik. Megemlítendő továbbá, hogy a bibliai kánon ma sem egységes a kereszténység különböző irányzataiban.
A modern földrajz-, biológia- és történelemtudomány a Föld korának és teremtésének kreacionista felfogását, Ádám és Éva történetét, a világméretű özönvizet, Mózes történetét, a zsidók 40 éves pusztai vándorlását, a kánaáni honfoglalás bibliai elbeszélését és más történeteket is elutasítja.

## Az Isten-kép

### Az antropomorf Isten
Bár a Biblia azt írja, hogy Isten más mint az emberek, egy antropomorf Istenről olvashatunk a Szentírásban, emberi tulajdonságokkal, aki a szemével lát, a szájával szól, az orrával szagol, a fülével hall, az arcát elfordítja valakitől, a világ 6 napos megteremtése után pedig egy teljes napig pihen.
Emberi érzelmekkel is rendelkezik, aki igen féltékeny, időnként nagyon megharagszik és megutálja a saját népét, más népekkel egyetemben, ezért csapásokat küld, vagy megbán bizonyos dolgokat.
1 Mózes 6:6 arról ír, hogy „megbánta az Úr, hogy embert alkotott a földön, és megszomorodott szívében", majd pedig később az ellentmondás: „Nem ember az Isten, hogy hazudnék, nem embernek fia, hogy bármit megbánna".
Hasonló érzelemváltozás olvasható Jónás könyvének elején: És látta Isten az ő cselekedeteiket, hogy megtértek az ő gonosz útjukról: és megbánta az Isten azt a gonoszt, a melyről azt mondta, hogy végrehajtja rajtuk, és nem hajtotta végre.

### Jézus

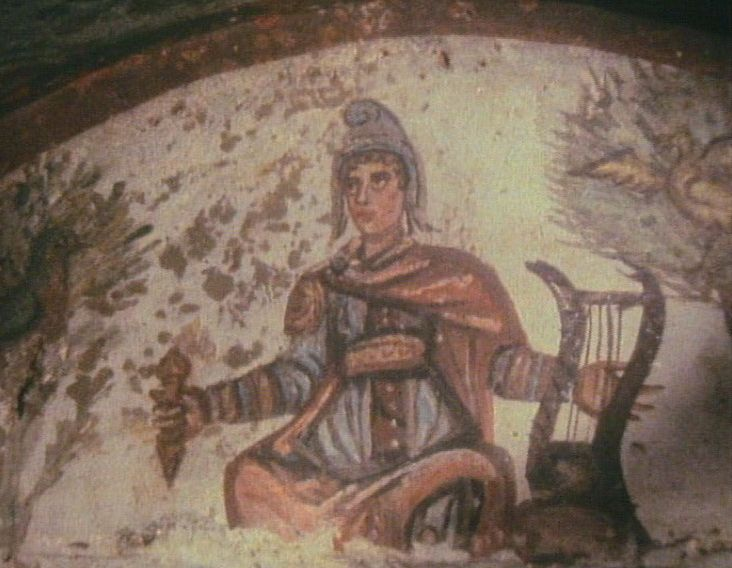
Jézus Orpheuszként ábrázolva.
Falfestmény a római katakombákban.
A Jézusról alkotott kép kortól és vallástól függően változik.

Az ókor gyakorlatilag minden mai tudósa egyetért abban, hogy létezett egy Jézus nevű személy és a keresztre feszítése is esetleg megtörtént, de a bibliai csodás beszámolókat fenntartásokkal fogadják.
A tudományos konszenzus az, hogy az evangéliumok olyan ismeretlen keresztények munkái, amelyek 68-110 között készültek, nem szemtanúk beszámolóit tartalmazzák, hanem szájhagyomány és más szövegek másolása alapján íródtak.
A keresztény tanítás a különböző csodákba vetett hiten alapul. Jézus szűztől való születése, feltámadása és mennybemenetele alkotja a keresztény teológia magját. A csodák azonban empirikusan nem figyelhetők meg, az újszövetségi írásos feljegyzések már régóta gyanú és kritika tárgyát képezik.
A négy evangélium évtizedekkel Jézus halála után született meg, névtelenül léteztek egészen a 2. század elejéig, amikor is szerzőt tulajdonítottak nekik. A négy állítólagos evangélista beszámolója közül ma már háromról kiderült, hogy nagyrészt Márk további átdolgozása (Máté és Lukács). Ezeket ismerik ma "szinoptikus evangéliumok"nak. Míg a negyedik (János) egy késő gnosztikus evangélium volt, amely egy más Jézust mutat be, és amely szintén nagyrészt Márk evangéliumán alapulhatott.
Az evangéliumok történelmileg megbízhatatlanok. Lukács evangéliuma a Quirinius (Cirénius) helytartó által végrehajtott népszámlálásról beszél (Lk 2:1-7). Így József, Jézus nevelőapja, Máriával együtt Názáretből Betlehembe utazik, ahol aztán Jézus megszületik. A rómaiak aprólékos feljegyzéseinek köszönhetően azonban tudjuk, hogy az egyetlen népszámlálást Quirinius helytartósága alatt Kr. u. 6-7-ben végezték – mintegy tíz évvel azután, hogy Heródes meghalt, aki Máté evangéliuma alapján elrendeli a betlehemi kisdedek lemészárlását is. (Lukács állítása alapján kortársak).

### Szentháromság-tan
A Szentháromság kifejezés a Bibliában nem szerepel, a kifejezett rá vonatkozó utalást, mint pl. 1Ján. 5,7-8, amely a Vulgata kiegészítése volt, a modern szövegkritikusok nem eredetiként azonosították. A Szentháromság-tan kidolgozása nehéz feladatot jelentett a teológiai spekulációk számára: az Isten megtestesült Fiáról szóló tanítást hogyan lehet összeegyeztetni az istenség abszolút egységével.
A 4. századig a mai szentháromság-tan egyáltalán nem volt az isteni természetről szóló korai keresztény tanítás tükörképe; Krisztus istensége sok szakadást okozott az ókori kereszténységben.
Az »egy Isten három személyben« megfogalmazás a 4. század előtt nem lett szilárdan lefektetve, és nem volt szerves része a keresztény életnek és hitvallásnak. Csak fokozatosan fejlődött ki ez a tan, heves viták közepette.
A Szentháromság-dogmát − sok ellenzője ellenére – a nikaiai zsinat 325-ben szavazással hagyta jóvá. 
Azaz az „Isten három személyben” nézet csak mintegy 300 évvel Jézus tanítói fellépése után került be a keresztény hitvallásba. Ezután viszont akik ezt a hitet nem tették magukévá, azokat nem tekintették kereszténynek sem.
```
„Bárki, aki olyan személyes nézetet próbál megfogalmazni Istenről, amely ütközik az 
egyházi dogmákkal
, szánalom nélkül kell elégetni.”
[
51
]
 – 
III. Ince pápa
```

#### Ókori istentriádok
A kritikusok alapján a Szentháromság-tan nem a Biblián, hanem ókori civilizációk mítoszain alapszik.
Babilóniában a kozmikus istenháromság már a sumer időszakban kialakult: An (Anu), Enlil (Bélu/Ellil), Enki.
Az ókori Egyiptomban több jelentős isten is úgynevezett triádokat alkotott: Ámon, Mut és Honszu; vagy Ptah, Szahmet és Nofertum; vagy Hnum, Szatet és Anuket.
A római mitológia kialakulásának idején az első isteni triász Jupiter, Mars és Quirinus volt.
Az ókori rómaiak vallásában a capitolinusi istentriász (Jupiter–Juno–Minerva) központi helyet foglalt el. Egyes nézetek szerint ezt váltotta fel a keresztény Szentháromság.
Az indiai vallási rendszereknek szintén háromságos (Trimúrti) istenképe van, amely Isten (Ísvara) megnyilvánulásának hármassága: Brahma, a teremtés, Visnu, a megtartás és Siva, a rombolás és megújítás három istenének egysége.

#### A többi ábrahámi vallás
A másik két fő ábrahámi vallás hívői szerint a keresztények feladták az egyistenhitet, véleményük alapján a Szentháromság-tan a politeizmus alá tartozik.
Azt a keresztény tanítást, amely Jézust a Héber Biblia (Ószövetség) próféciáiban meghirdetett Messiással azonosítja, a judaizmus álláspontja cáfolja, csakúgy, mint azt az elképzelést, hogy Jézus szavai helyettesíthetik a Tórát. 
A judaizmus nem ismeri el Jézus Krisztusban a próféták által megígért Messiást, és elutasítja az Istenség Krisztus Jézusban való megtestesülésének tanát, istenkáromlásnak nevezve azt.
Az iszlám szintén minden formában elutasítja a Szentháromság keresztény felfogását. A Korán elutasítja a megtestesülést: Jézus, Mária fia, Isten küldötte, de nem Isten. Mohamed alapján a keresztények tri-teisták: akik három istent imádnak.

## Szűz Mária
Szűz Mária, Jézus anyja, a kereszténység egyik legfontosabb szimbóluma és egy nő, akinek kultusza megváltoztatta a világot. Története jól ismert a Bibliából, de nincs túl sok régészeti bizonyíték az életéről.

### Szüzessége
A keresztény hit egyik alapelve, hogy Jézus Máriától, egy szűztől született.
Azonban lehet, hogy ő az egyik leginkább félreértett bibliai személy. Egyes kutatók szerint egy olyan nő híres történetét, aki addig soha nem volt szexuális kapcsolatban egy férfival, mégis szült, az ősi szöveg fordításának hibája okozta.
Michael Martin vallásfilozófus állította, hogy Mária szüzessége a kereszténység későbbi kiegészítése, amint azt Pál levelei is jelzik. M. Martin megjegyezte, hogy úgy tűnik, hogy a korai keresztény közösségek nem hittek széles körben a szűztől való születésben. A Mária szüzességét övező zűrzavar abból eredhet, hogy Septuaginta fordításában az ézsaiási héber: עַלְמָה (= "fiatal lány"), továbbá a héber בְּתוּלָה, görög: παρθένος, parthenos szót is szűz-nek fordítja. Így Máté azt próbálta megmutatni, hogy Jézus szűztől való születését Ézsaiás 7:14 megjövendölte.
Mindenesetre még ha ezt a próféciát félre is fordították, a Máté és Lukács evangéliumában a Jézus születéséről szóló történetek hangsúlyozzák, hogy a Megváltó szűz asszonytól született.
A szűzi foganás, illetve szülés történetének különféle típusai már a kereszténységet megelőző időkben is megtalálhatók. Olyan mítoszokat találunk, amelyekben az égi isteneknek földi nőktől születtek csodás, "szűzi" megtermékenyítés útján fiúgyermekeik (pl. görög héroszok). Sok korai keresztény ellenszenvesnek találta Krisztus szűztől születésének gondolatát, mivel túl pogánynak találta azt.

### A katolicizmusban

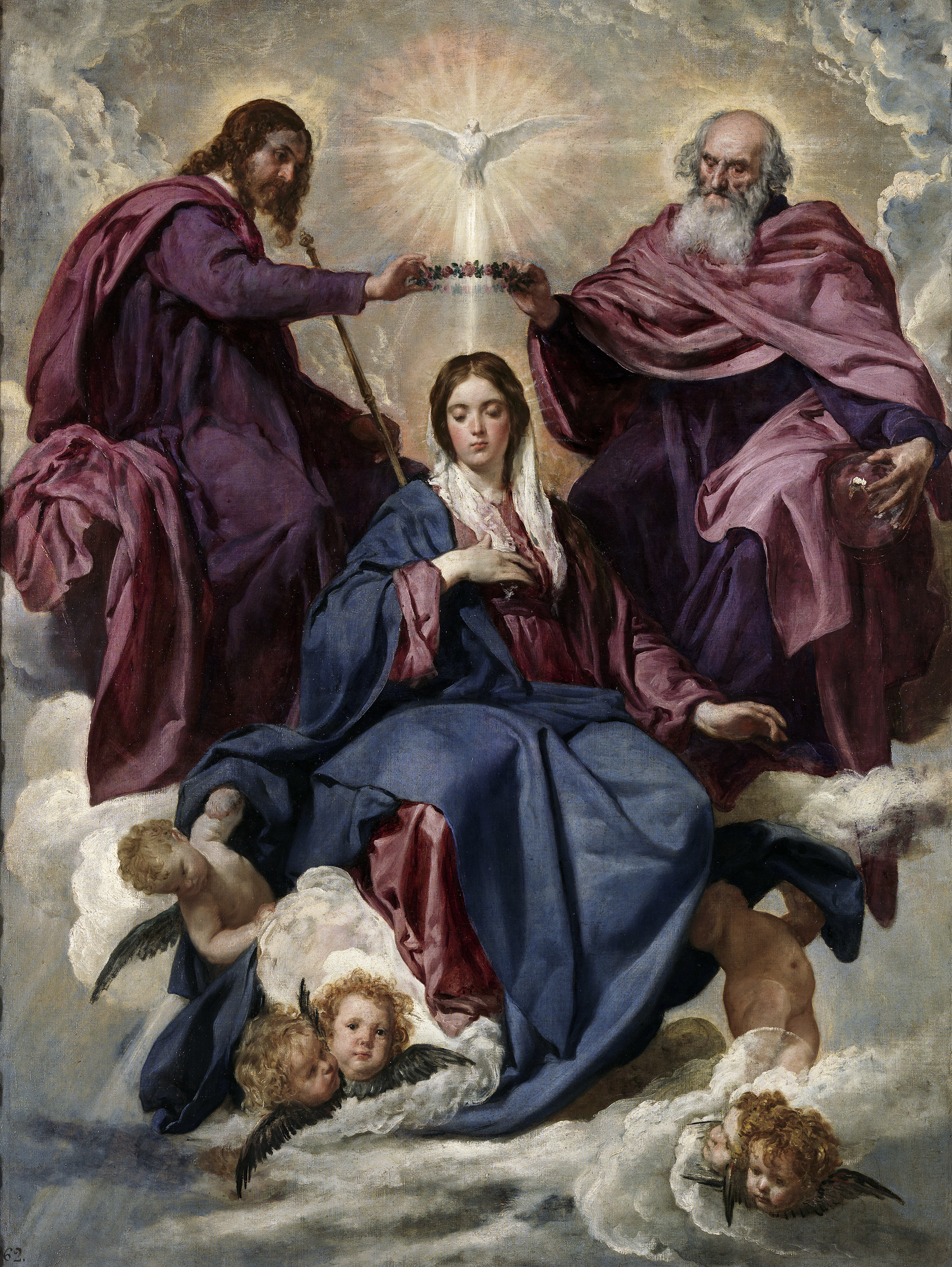
Mária, a Mennyek Királynője (Regina Caeli).
Diego Velázquez festménye a Szentháromságról, amely a Boldogságos Szűz Máriát az égben megkoronázza.

Bizonyos egyházakban, így a katolicizmusban Mária lényéhez királynői fenséget, szentséget és más ideális tulajdonságokat társítottak és az istenséggel közel azonos szintre emelték.
IX. Piusz pápa 1854-es Ineffabilis Deus-ában dogmaként határozta meg Mária szeplőtelen fogantatását, megóva őt az eredendő bűn öröklésétől. Záró kijelentései jól összefoglalják Mária katolikus nézetét:
```
Imádkozzanak továbbra is a legáldottabb Szűz Máriához, Isten Anyjához, aki 
eredendő bűn
 nélkül fogant... Az ő irányítása alatt, védnöksége alatt, kedvessége és védelme alatt semmitől sem kell félni; semmi sem reménytelen. Mert miközben igazán anyai szeretettel viseltetik irántunk, gondoskodik 
üdvösség
ünk munkájáról. Mivel Isten őt jelölte ki a menny és a föld királynőjévé, és felmagasztaltatik az 
angyal
ok és 
szent
ek kórusa felett, sőt egyszülött Fiának, a mi Urunknak Jézus Krisztusnak a jobbján áll, a leghatékonyabban nyújtja be kéréseinket. Amit kér, azt megkapja.
[
59
]
```

Mária a menny monarchiájának része lett, aki kegyelmet és irgalmat kér az Úrtól a bűnösök nevében, Krisztussal együtt társmegváltóvá és közbenjáró vált, aki lényegében az Istenhez való hozzáférés alternatív útja. Helyettesíti a Szentlelket, amikor segítséget és vigaszt nyújt a hívőknek, tulajdonképp a Szentháromság további tagjává válik.
A Szentírásnak valójában nagyon kevés mondanivalója van Máriáról. Nincs leírás a fizikai megjelenéséről, semmi az életéről, a Krisztus halála utáni későbbi éveiről, vagy a haláláról és temetéséről. És amikor pünkösd napján röviden megjelenik a tanítványokkal és a többi hívővel, akkor nem hódolat tárgya, sőt még csak nem is vezető a korai egyházban — csak egy a sok közül. Egyszerűen nincs bibliai példa arra, hogy bárki valaha is imádkozott volna hozzá vagy tisztelte volna. Jézus gyakran elutasítólag beszélt róla.

## Túlvilág

### A zsidóknál
A legtöbb keresztény hagyomány a halál utáni életbe vetett hitet hitük központi és nélkülözhetetlen tételeként tanítja. A kritikusok azzal érvelnek, hogy a túlvilág keresztény felfogása nem egyeztethető össze az Ószövetségben leírtakkal. A “halhatatlanság” és “halhatatlan” szavak egyetlen egyszer sem fordulnak elő az Ószövetségben. A zsidó ókori iratok nem különböztetik meg élesen a testet és a lelket. A rúah (רוּחַ) (=lehelet), a nefes (נֶפֶשׁ) (ami megkülönbözteti az élőt a halottól) és a nesama (נשמה) (=lélegzet) szavakkal jelölt fogalmaknak nincs önálló ontológiai státuszuk.
De mielőtt a kereszténység az 1. században elindult útjára, a túlvilágba vetett hit már más kultúrákból elterjedt a zsidó gondolkodásban a farizeusok és az esszéneusok körében. A Talmud is számos gondolatot kínál a túlvilággal kapcsolatban és a halál után a lelket ítéletre viszik.

### Üdvösség vagy kárhozat
A kereszténység alapján a halál utáni örök létezésnek két fajtája ismert: örök élet vagy örök kárhozat. Az Újszövetség alapján, aki hisz a Jézus Krisztusban, annak örök élete van (lehet) őbenne. Ezért mondják a keresztény teológusok, hogy a legveszteségesebb "üzlet" Jézus nélkül élni és meghalni.

### A hit általi üdvösség
A kereszténység az abszolút vallás igényével lép fel. Abszolút voltát elsősorban azzal indokolja, hogy Krisztusban Isten lett emberré, és egyedül csak rajta keresztül lehet üdvözülni.
```
Aki hisz és megkeresztelkedik, üdvözül; aki nem hisz, elkárhozik.
[
66
]
```

Aki nem hisz, arra kárhozat (egyes értelmezések szerint örök szenvedés) vár a pokolban.
Pál meg is átkozza a hitetleneket. Mindegy milyen életet él le az egyén, lehet akár egy szent életű ember is, ha nem hisz a kereszténység tanításaiban, Istenben és a Megváltóban, az a Jelenések alapján a pokolra kerül, a gyilkosokkal és paráznákkal együtt.
A kereszténységet azért is kritizálták, mint amely a büntetéstől való félelemmel, vagy éppen ellenkezőleg, a mennyei jutalom reményével próbálja meggyőzni az embereket a vallás tanításainak elfogadásáról, nem pedig racionális érveléssel vagy empirikus bizonyítékokkal. A hagyományos keresztény tanítás azt diktálja, hogy a Jézus Krisztusba és a megváltásba vetett hit nélkül az ember örök büntetésnek van kitéve a pokolban.
A pokol tanának sok modern kritikusa azt állítja, hogy ha Isten végtelenül bölcs, szeretetteli és mindentudó, a jellemével ellentétes lenne, ha az ilyen hibás és tudatlan teremtmények tömegét, mint az emberek, örök kárhozatra ítélne és a szenvedésükben gyönyörködne.
A keresztények zöme úgy tartja, hogy egyetlen, relatív rövid földi élet dönt el és határoz meg mindent. A hitetleneknek és a bűnösöknek nincs több esélyük, hogy egy következő életben kijavítsák a hibáikat és a haláluk után vég nélküli szenvedés vár rájuk. A keleti vallások hívei ezt rettentő logikátlan tanításnak látják: Hogyan is dönthetné el az ember egész további örökkévaló jövőjét egyetlen, kicsiny élet? Ha ebben az életben Krisztusban hisz, akkor örök üdvösségre lelhet, ha azonban hitetlen marad, akkor a pokol kénköves tüzében kell szenvednie örökké. Ezzel a keresztény nézettel szemben a reinkarnáció végtelen lehetőséget biztosít arra, hogy valaki megjavuljon, jobbá váljon és fejlődjön. A hindu védánta alapján még a leggonoszabb bűnösnek is van reménye az üdvözülésre.

## Egyéb bibliai tanítások és szövegek

### A próféciák
Több száz évvel Jézus ideje előtt a zsidó próféták megígérték, hogy eljön egy messiás. A judaizmus azt állítja, hogy Jézus nem teljesítette ezeket a próféciákat. Más szkeptikusok általában azt állítják, hogy ezek a próféciák homályosak vagy beteljesületlenek, vagy hogy az ószövetségi írások befolyásolták az újszövetségi elbeszélések összetételét.
Stephen L. Harris vallástudományi professzor szerint Jézus nem teljesítette a messiás próféciákat: nem szabadította meg a népet a pogány ellenségeiktől, nem gyűjtötte össze a diaszpórában szétszórtakat, nem állította helyre a dávidi királyságot, nem teremtett egyetemes békét sem (vö. Ésa. 9:6–7; 11:7–12:16 stb.). Ahelyett, hogy megszabadította volna a zsidókat az elnyomóktól, és ezáltal beteljesítette volna Isten ősi ígéreteit – a földre, a nemzetiségre, a királyságra és az áldásra vonatkozóan –, Jézus "szégyenletes" halált halt. A héber próféták nem látták előre, hogy Izráel megmentőjét a pogányok közönséges bűnözőként fogják kivégezni, így Jézus keresztre feszítése "botrányt" jelentett a szentírást olvasó (írástudó) zsidók számára. (1Kor 1,23)
A keresztény apológusok azt állítják, hogy Jézus beteljesítette ezeket a próféciákat, amelyeket szerintük szinte lehetetlen véletlenül beteljesíteni. A kereszténység előre látja Jézus második eljövetelét is, amikor beteljesíti a messiási próféciák többi részét, például az utolsó ítéletet, az általános feltámadást, Isten országának megalapítását, az Új Földet.
Az Újszövetség több verse is olyan kijelentéseket tartalmaz, mely alapján Jézus megígérte a követőinek a második eljövetelét, mielőtt az a nemzedék, amelynek prédikál, eltűnik. Több alkalommal egyértelműen kijelentette ezt. Az ígéretei alapján az 1. századi, legkorábbi keresztények Jézus bármely pillanatban megtörténő visszatérését várták. Ezt sok kritikus Jézus Krisztus próféciái és kijelentései alapvető kudarcának tekinti.

### A nők
Sok feminista azzal vádolta a kereszténységet, hogy Istent férfiként jelenítik meg, a Biblia férfiközpontú, amelyek hozzájárulnak az elnyomásukhoz. Bár több női tanítvány feljegyzésre került a páli levelekben, a nőket másodrendű státuszba kényszerítették. Például Pál azt írta, hogy maradjanak csendben a gyülekezetekben, mert
»nem szabad nekik szólniuk; hanem legyenek engedelmesek, amint a törvény is mondja. Ha pedig tanulni akarnak valamit, kérdezzék meg otthon a férjüket; mert nem illik asszonynak a közösségben beszélni.« 
Elizabeth Cady Stanton nőjogi aktivista azt mondta a The Woman's Bible-ben, hogy "a Biblia lealacsonyítja a nőket a Genezistől kezdve a Jelenésekig".
Karen King történész alapján a korai kereszténységen belül minden olyan mozgalmat, amely a nők jogainak emelését támogatta, eretneknek nyilvánítottak.

### Rabszolgaság
A rabszolgaság intézménye a zsidóknál is létezett, és Mózes könyvei bizonyos korlátok között szentesítették azt.
Pál apostol a rabszolgaságról szólva nem ítélte azt el. A keresztény rabszolgák kötelességeiről és uraik felelősségéről beszélt, nem szólított fel a teljes eltörlésre.
Hippói Ágoston úgy gondolta, hogy a rabszolgaság a bűn következménye, a bukott világ része, ezért el kell tűrni.
A 17. század vége előtt szinte minden keresztény vezető elismerte a rabszolgaságot, a Bibliában említett feltételekkel, összhangban a keresztény teológiával. A rabszolgaságot igazoló egyik fő kijelentés 1Mózes 9. részében volt, ahol Noé megátkozta Kánaánt: "„Legyen átok Kánaánon, legyen a legkisebb szolga testvérei között.”",
Ezt úgy értelmezték, hogy Kám (Khám), illetve Kánaán leszármazottai, az afrikaiak meg lettek átkozva; így Jáfet (európaiak) és Sém utódai (ázsiaiak) szolgáinak lettek rendelve.

A középkori európaiak úgy hitték, hogy az afrikaiak Kánaán leszármazottai.
1452-ben V. Miklós pápa a Dum diversas kezdetű bullájában örökletes rabszolgaságot hozott létre a muszlim és pogány foglyokra vonatkozóan, és minden nem keresztényt "Krisztus ellenségének" tekintett.

### Pál hatása
Rudolf Bultmann teológus úgy vélte, hogy Pál újraértelmezte Jézus életét, és sokan őt tekintik a kereszténység igazi megalapítójának. Ő Jézust, a zsidó messiást egyetemes megváltóvá változtatta. Akik ma követik Jézust, a halála és állítólagos feltámadása miatt teszik ezt, aki önáldozatával elvette a bűnöket. Elsősorban Pálnak, továbbá János evangéliumának köszönhetjük ezt, két olyan embernek, akik személyesen nem ismerték Jézust.
Hyam Maccoby brit zsidó tudós hangoztatta, hogy Pált közvetlenül a gnosztikus hiedelmek és misztériumkultuszok inspirálták az új vallás alapjainak kidolgozására.

### Egyéb
2000 májusában Herbert Schnädelbach német filozófus,  a berlini Humboldt Egyetem professzora "A kereszténység átka » című vitájában a kereszténység „hét betegségét” sorolta fel:
- az eredendő bűn fogalma,

A kereszténység alapgondolata, hogy az embereket az eredendő bűn elválasztotta Istentől, és vissza kell jutniuk Isten kegyelmébe, hogy kiengeszteljék ezt a bűnt, ha az örökkévalóságot Istennel akarják tölteni.
Az eredendő bűn tana a teológiai antropológiában azt jelenti: embertelen. A keresztények számára a pogányok nem voltak emberek a megkeresztelkedésükig. Az egyház döntötte el, hogy ki hova tartozik: "extra Ecclesiam nulla salus".
- az áldozat általi megváltás

(„Jézus Krisztus vére... megtisztít minket minden bűntől”)
- a nagy küldetés,

(Tegyetek tanítványokká minden népet, kereszteljétek meg őket az Atya, a Fiú és a Szentlélek nevében!)
- a zsidóellenesség

A keresztény antiszemitizmus gyökerei az Újszövetségben rejlenek. A kereszténnyé vált zsidók vádolták a a honfitársaikat azzal, hogy rosszul ítélték meg az igazi Messiást és kivégezték őt.
- az eszkatológia,

Lényeges különbségek vannak a zsidó és a keresztény eszkatológia között. Lényegében a zsidó próféták Messiásba vetett reménye politikai jellegű, és Ézsaiásnál Dávid királyságának visszaállítására utal.
Dánielnél ugyanakkor beáramlik az óegyiptomi és plátói, a „könyvek” alapján hozott végítélet motívuma, amely egész népekre vonatkozik, amit már átvesz a keresztény Jelenések könyve, ahol az „utolsó ítélet” terhe minden egyénen nyugszik, akik a „tűz tava” poklának valóságával néznek szembe.
- a platonizmus befolyása,

A mai kereszténység jellemzője a platonizmus behozatala, amelyet az egyházatyák (pl. Ágoston) arra irányuló törekvései hoztak létre, hogy hitüket a hellenisztikus világ felsőbbrendű filozófiájaként mutassák be.
- a történelmi valóság eltorzítása

Az evangéliumok Jézust az igazi Messiásként mutatják be különböző ószövetségi próféciákra hivatkozva, a következő minta szerint: "Hogy beteljesedjenek az Írások...". A filozófiaprofesszor szándékos hazugságokat lát ezekben.
Schnädelbach arra a következtetésre jut, hogy ha a kereszténység kigyógyul ebből a hét betegségből, szinte semmi sem marad: a kereszténység ekkor a felvilágosult judaizmus egyik formája lesz, mert a vallás egészséges része a judaizmushoz tartozik.
David Flusser izraeli tudós a kereszténységben szintén egy « másodosztályú zsidó vallást látott, amelyet egy erős antijudaizmus jellemez. «  .

## Etika

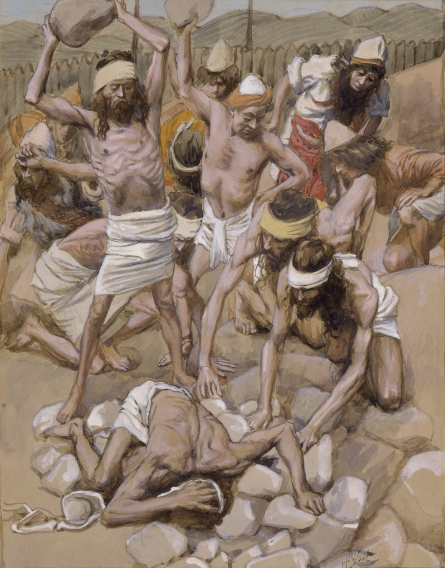
James Tissot: A szombattörő megkövezése

A Biblia egyes tanításainak etikáját sokan erkölcstelennek nevezték. A faji előítélet, rabszolgaság, a halálbüntetés (megkövezés), az erőszak, a népirtás, a patriarchátus, a szexuális intolerancia, a gyarmatosítás, valamint a „féltékeny és haragos Isten” példák a Biblia etikájának kritikájára.

### Ószövetségi gyilkosságra buzdítás
Az Ószövetségben olyan utasítások találhatók, amelyeket Isten adott az embereknek, hogy például öljék meg a házasságtörőket, a homoszexuálisokat és "a szombaton dolgozó embereket",; etnikai tisztogatásra és népirtásra való felszólítással, hogy senkit ne kíméljenek az ellenséges népek között.

### A keresztény erőszak
A Római Birodalomban a korai egyház még erőszakmentes álláspontot képviselt, mert Jézus önfeláldozó életének utánzását tartotta szem előtt, aki azt tanította nekik, hogy ne szálljanak szembe a gonosszal, szeressék ellenségüket, ne fizessenek a rosszért rosszal, hogy így legyenek a mennyei Atya igazi fiai.
A vallás constantinusi elismerése után, az üldözött, példamutató egyházból üldöző egyház vált. Konstantin megtérésétől kezdve a kereszténység összefonódott az állammal, az erőszakot és a háborúskodást egyre inkább elfogadták a keresztények. A megfeszített Jézus követői szörnyű, erőszakos cselekményeket követtek el a kereszt jele alatt. Az évszázadok során a nagyböjt és a nagyhét időszakai az európai zsidók számára a félelem és a rettegés időszakai lettek. A muszlimok a keresztet szintén az erőszakkal társítják.

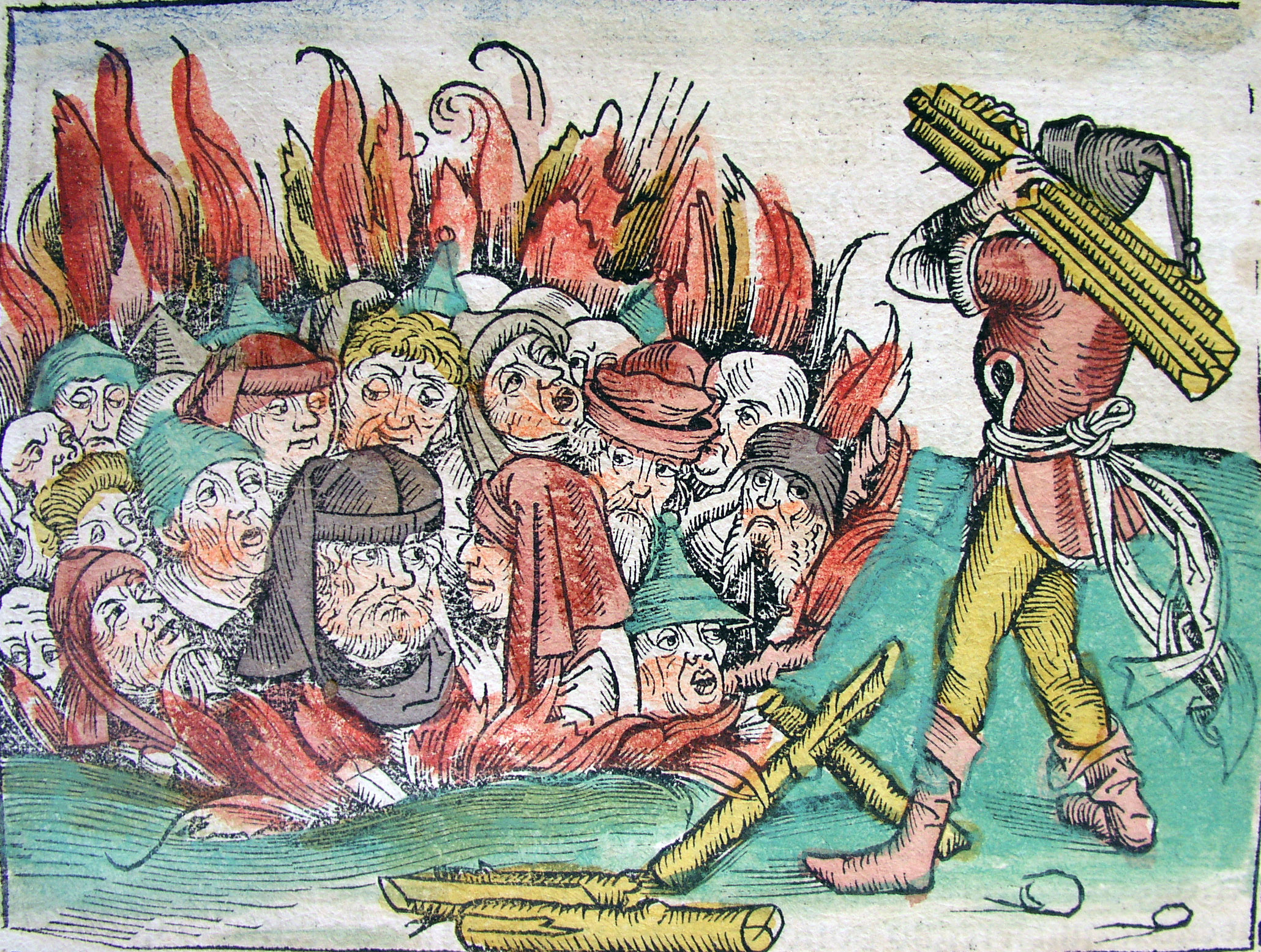
A bajorországi zsidókat élve megégetik egy keresztény szentségtörés miatt. A Nürnbergi Krónika egy ábrázolása (1493)

Az inkvizíciót, a keresztes hadjáratokat és az antiszemitizmust a keresztény erőszak legjellegzetesebb példáiként mondhatjuk. A háborúkat indító pápák, a halálbüntetések végrehajtása és támogatása, az eretnekek megkínzása és megégetése, az európai vallásháborúk, az emberek lelkének megmentése nevében űzött gyarmatosítás az egész világon a kereszténység történetének szégyenletes foltjai.

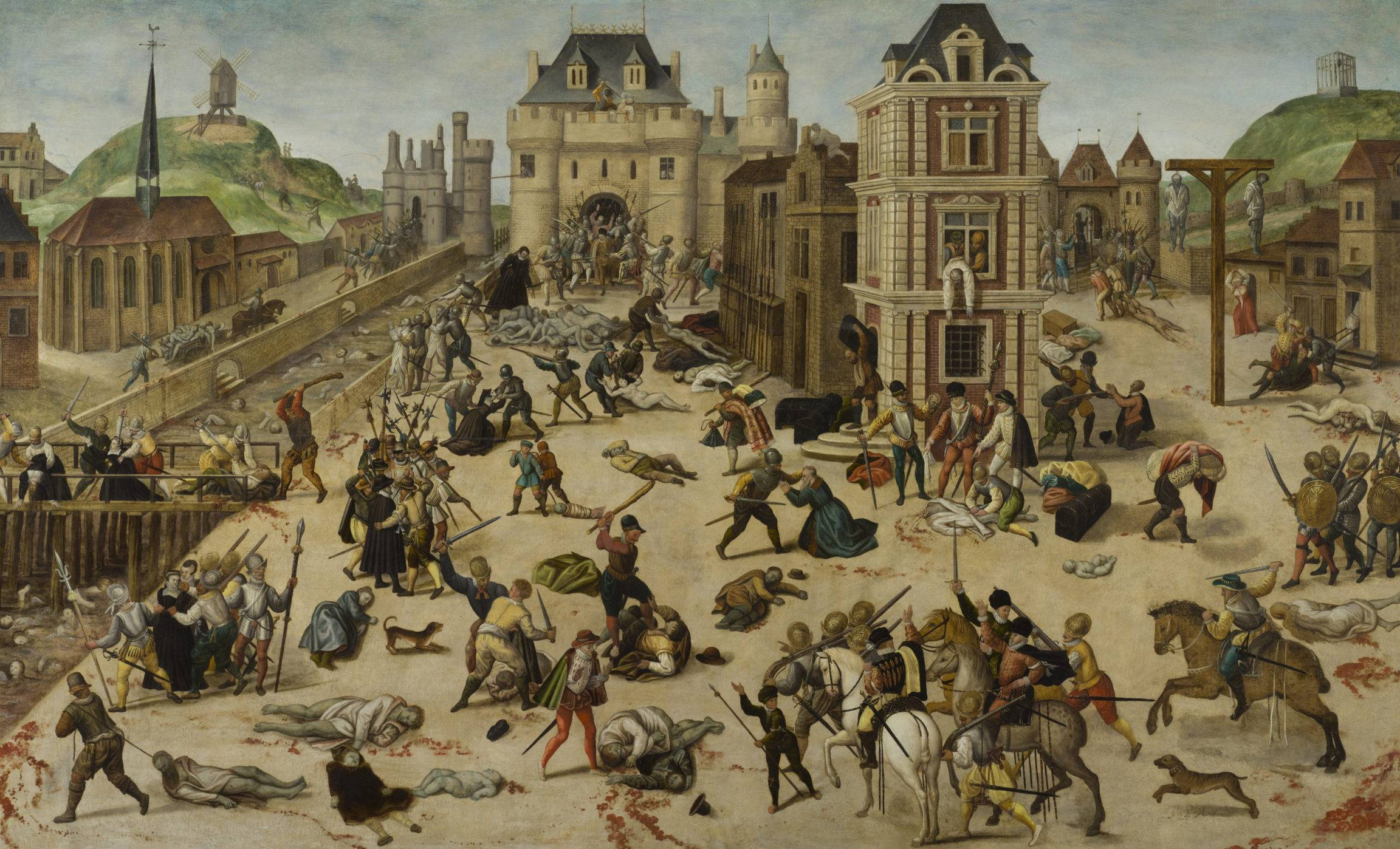
Szent Bertalan éjszakája

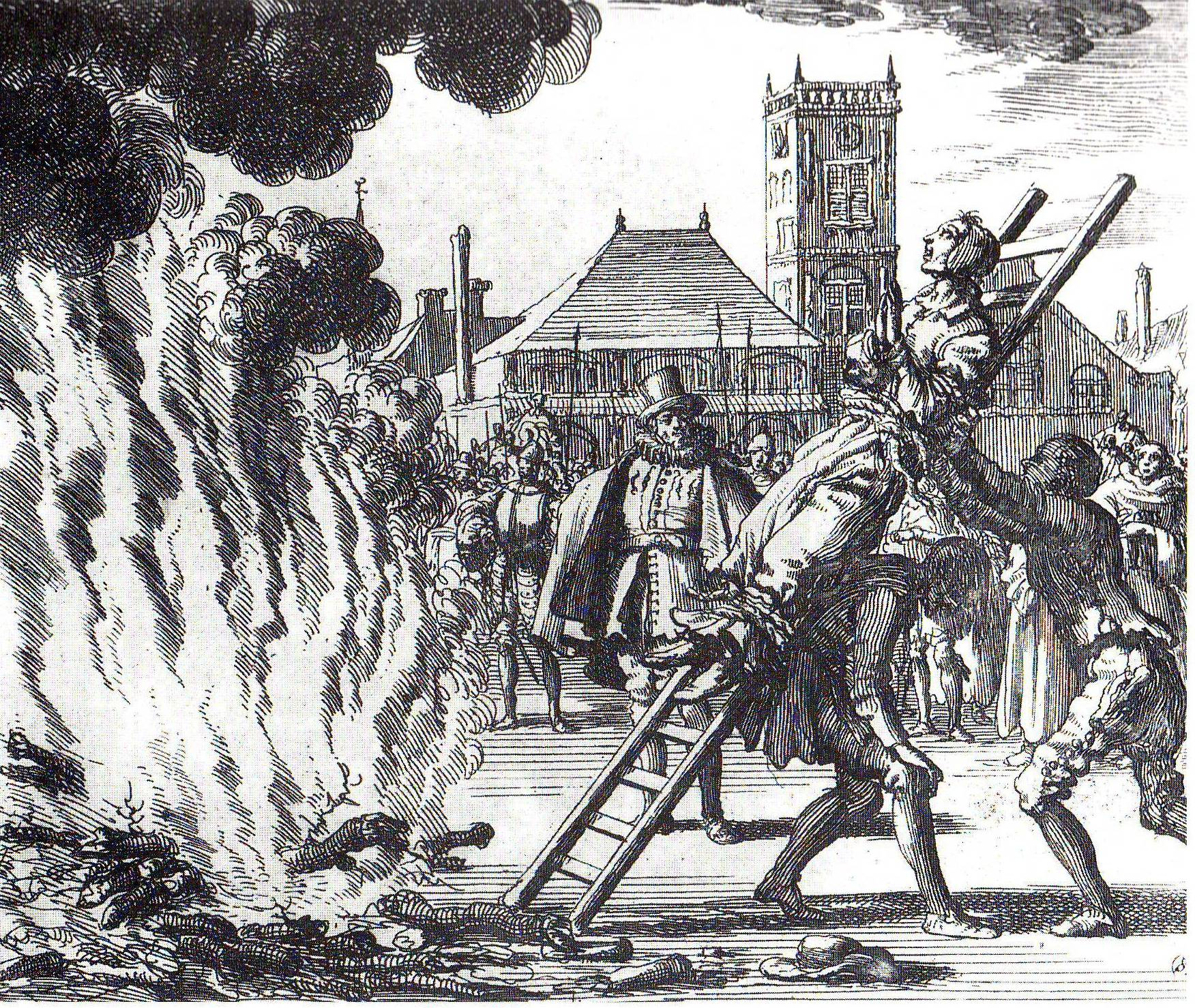
Az anabaptisták megégetése

A kereszténység a történelem során bizonyos bibliai szakaszokat és a nagy egyházatyák útmutatásait használta fel az eretnekekkel, pogányokkal, bűnösökkel és külső ellenségekkel szembeni erőszak alkalmazásának igazolására. 
A katonai szerzetesség fogalma a 12. században jelent meg, nagyrészt Clairvaux-i Szt. Bernát pártfogása miatt. 
Ő többek közt ezt mondta:
```
»Krisztus lovagja magabiztosan csaphat le... mert amikor halált okoz, az Krisztus hasznára válik, és amikor halált szenved, az a saját nyeresége."
[
105
]
```

Miután a pápaság szentesítette az eszmét, az egész katolikus egyház – úgy vélte, hogy az egyház háborús céljainak szolgálatára szolgáló meglévő keresztény módszerek nem megfelelőek, és hogy elkötelezett harcos szerzetesek egy csoportja szellemi érdemeket érhet el háborúk megvívásával.
A katharok elleni keresztes háború során szabályos népirtást követtek el vagy a Német Lovagrend például gyakran alkalmazott mészárlásokat, hogy a keresztes hadjáratok során kikényszerítse a megtérést.
A reformáció idején a protestánsok a római katolikus egyház romlottságát kritizálták. Különösen az üdvösség pénzen való árusítása (búcsúcédulák), a klérus erkölcse és korrupciója voltak a kritikák fő célpontjai.
Később az egyházat az európai hatalmak az imperializmus eszközeként használták fel. A leigázott, más földrészen élő gyarmatosított népeket is kényszerítették, hogy fogadják el a kereszténységet. A vallás tételeit használták fel a gyarmatosítók cselekedeteinek, az erőszak és a kizsákmányolás igazolására. A kora újkori fő gyarmatosító államokban, mind Portugáliában, mind Spanyolországban a vallás az állam szerves része volt, és a katolikus kereszténységet úgy tekintették, mint amelynek világi és szellemi előnyei is vannak, a leigázott amerikai őslakosokat pedig nem is tartották teljes jogú embereknek.
Számos kritikus a kereszténység erőszakos tetteire hivatkozott, mint a vallás elítélésének egyik okára.
Szarvépalli Rádákrisnan indiai filozófus írta:
Sajnos a keresztény vallás örökölte a "féltékeny Isten" szemita hitvallását. Amikor Európa elfogadta a keresztény vallást, saját széles körű humanizmusa ellenére, elfogadta azt a heves intoleranciát is, amely a "szenteknek" egyszer, s mindenkorra átadott igazságba" vetett hitre alapul.
Sam Harris valláskritikus írta, hogy "A hit legalább kétféleképpen inspirálja az erőszakot. Először is, az emberek gyakran megölnek másokat, mert azt hiszik, hogy az univerzum teremtője azt akarja, hogy ezt tegyék... Másodszor, sok ember kerül konfliktusba egymással, mert vallási hovatartozásuk alapján határozzák meg a saját közösségüket..." Arthur C. Clarke sci-fi író mondta, hogy nem tudja megbocsátani a vallásoknak a múltbeli atrocitásokat és háborúkat.
Dayanand Saraswati indiai filozófus a kereszténységet "barbár vallásnak" és »hamis vallású« közösségnek tekintette, amelyet csak a bolondok és a barbárság állapotában élő emberek hisznek. Hozzátette, hogy a Biblia sok olyan történetet és útmutatást tartalmaz, amelyek erkölcstelenek és a bűnt bátorítják. Ram Swarup indiai író alapján az olyan monoteista vallások, mint a kereszténység, "a híveik körében a más vallások iránti tisztelet hiányát táplálják".
Gyakran kiemelik az éles ellentétet a felebaráti szeretetet és az önzetlen szolgálatot hirdető Jézus és azon intézmény között, amely bár az örökösének nevezi magát, de az évszázadok során létrehozta a „szent inkvizíciót” és a vallási türelmetlenség folytán emberek ezreit mészárolta le. Az elfogadott formáktól való minden eltérést a legfőbb igazság elleni vétségnek tekintettek; ebből következett számukra az a jog, sőt kötelesség, hogy a „pogányok” és „eretnekek” eltévelyedései ellen minden eszközzel harcoljanak.Helmuth von Glasenapp alapján nincs a Földön egyetlen más vallás, amely annyi dogmatikus küzdelmet és vallásháborút élt volna át, mint a kereszténység.
A kereszténységnek két alapvető „megközelítése” van: van Jézus vallása , és vannak a Jézusról szóló vallások.
Sok egyház, amely ma a fő áramlatú kereszténységbe tartozik, az a „Jézusról szóló vallás”. A történelmi Jézus, ha ma visszajönne, nem ismerné fel, ami az ő nevében történik. A hívők rituálékat gyakorolnak, az ő útmutatásainak gyakorlati alkalmazása és megélése helyett.

## Fordítás
- Ez a szócikk részben vagy egészben  a   Criticism of Christianity című angol Wikipédia-szócikk fordításán alapul.  Az eredeti cikk szerkesztőit annak laptörténete sorolja fel. Ez a jelzés csupán a megfogalmazás eredetét és a szerzői jogokat jelzi, nem szolgál a cikkben szereplő információk forrásmegjelöléseként.
- Ez a szócikk részben vagy egészben  a(z)   Критика христианства című orosz Wikipédia-szócikk fordításán alapul.  Az eredeti cikk szerkesztőit annak laptörténete sorolja fel. Ez a jelzés csupán a megfogalmazás eredetét és a szerzői jogokat jelzi, nem szolgál a cikkben szereplő információk forrásmegjelöléseként.
- Ez a szócikk részben vagy egészben  a   Critique du christianisme című francia Wikipédia-szócikk fordításán alapul.  Az eredeti cikk szerkesztőit annak laptörténete sorolja fel. Ez a jelzés csupán a megfogalmazás eredetét és a szerzői jogokat jelzi, nem szolgál a cikkben szereplő információk forrásmegjelöléseként.